# Francolinus afer
Francolinus afer là một loài chim trong họ Phasianidae.

## Hình ảnh

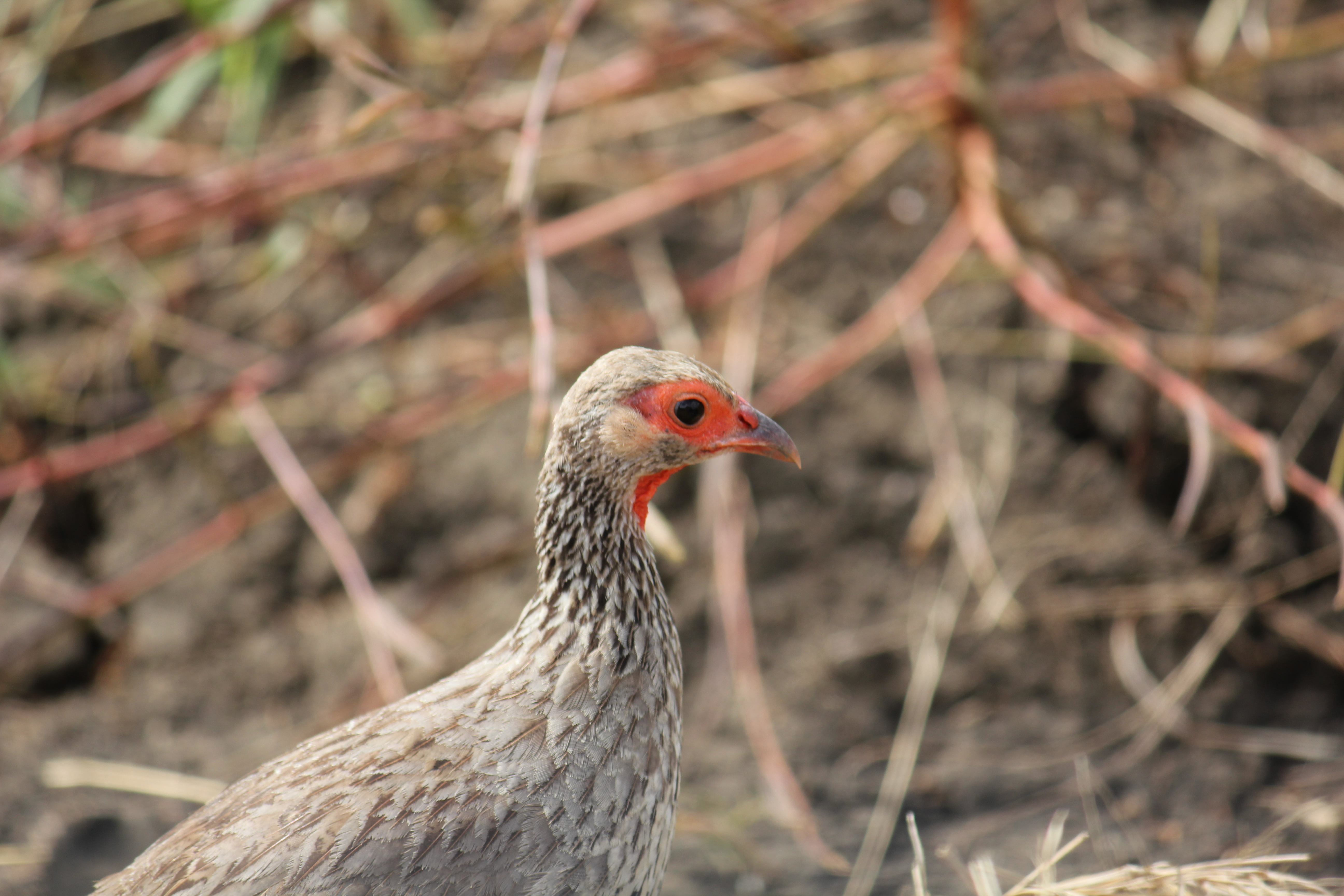
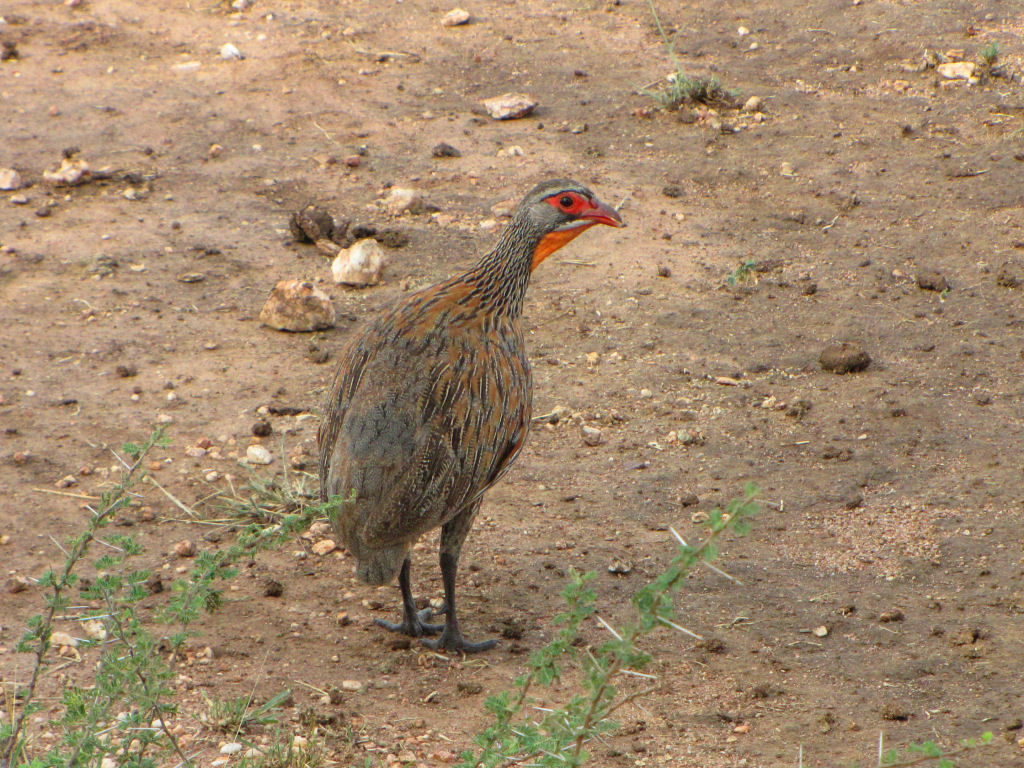
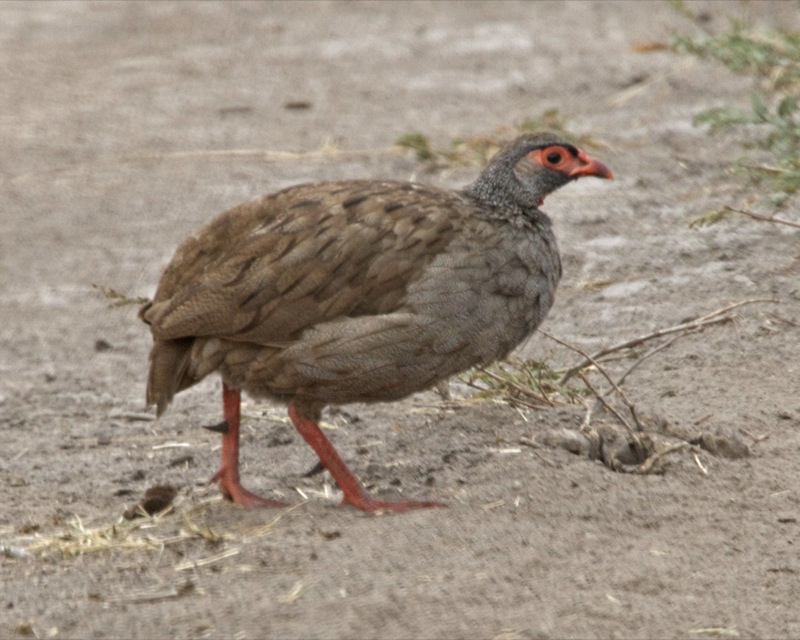